# ريتشارد نيكسون

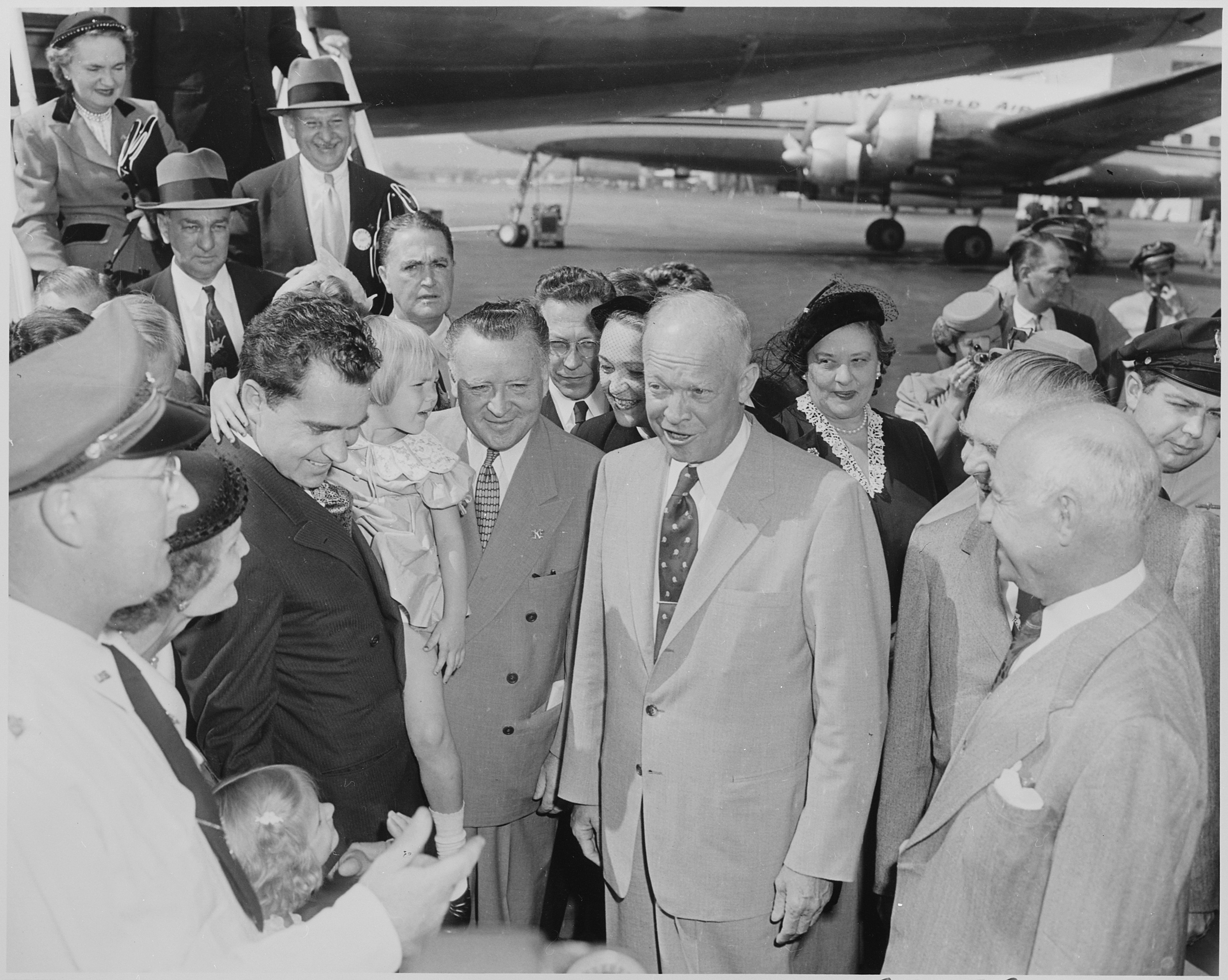
ريتشارد نيكسون وبات إدخال زميله إلى الجنرال دوايت أيزنهاور ريتشارد نيكسون وبناته تريشيا (الوقوف) وجولي (التي يحملها)، مطار واشنطن الوطني، 10 سبتمبر 1952.

ريتشارد ميلهاوس نيكسون (9 يناير 1913 – 22 أبريل 1994)، الرئيس السابع والثلاثين للولايات المتحدة، تولى المنصب من 1969 حتى استقالته في 1974. كان عضوًا في الحزب الجمهوري، وعضوًا في مجلس النواب وعضوًا في مجلس الشيوخ عن ولاية كاليفورنيا ونائب الرئيس السادس والثلاثين من 1953 إلى 1961 تحت رئاسة دوايت دي. أيزنهاور. شهدت رئاسة نيكسون تقليص مشاركة الولايات المتحدة في حرب فيتنام، والتخفيف من التوتر مع الاتحاد السوفيتي والصين، وهبوط مركبة أبولو 11 على سطح القمر، وتأسيس وكالة حماية البيئة وإدارة السلامة والصحة المهنية. انتهت فترة نيكسون الثانية مبكرًا بسبب فضيحة ووترغيت ليصبح الرئيس الأمريكي الوحيد الذي يستقيل من منصبه.
وُلِد نيكسون في عائلة فقيرة من الكويكرز في يوربا ليندا، كاليفورنيا الجنوبية. تخرج بدرجة بكالوريوس في الآداب من كلية ويتير عام 1934، وحصل على درجة الدكتوراه في القانون من جامعة ديوك عام 1937، ثم عمل في مجال المحاماة في كاليفورنيا قبل أن ينتقل مع زوجته بات إلى واشنطن العاصمة في عام 1942 للعمل في الحكومة الفيدرالية. انتخب لعضوية مجلس النواب في عام 1946 بعد خدمته في الاحتياط البحري خلال الحرب العالمية الثانية. أثبتت قضيته في محاكمة ألجر هيس شهرته كمناهض بارز للشيوعية. في عام 1950، انتخب لمجلس الشيوخ. كان نيكسون مرشحًا لمنصب نائب الرئيس مع دوايت أيزنهاور، مرشح الحزب الجمهوري للرئاسة في انتخابات 1952، وخدم لمدة ثماني سنوات كنائب للرئيس. خسر انتخابات الرئاسة عام 1960 أمام جون ف. كينيدي. أعلن اعتزاله السياسة بعد خسارته في انتخابات حاكم ولاية كاليفورنيا عام 1962. ومع ذلك، في عام 1968، خاض الانتخابات الرئاسية مرة أخرى وهزم نائب الرئيس الديمقراطي هوبرت همفري بفارق ضئيل.
أمر نيكسون بتنفيذ عمليات عسكرية وحملات قصف عنيف في كمبوديا في سعيه لجلب الفيتناميين الشماليين إلى طاولة المفاوضات. كما قدم دعمًا سريًا لباكستان خلال حرب تحرير بنغلاديش في عام 1971، وأنهى مشاركة القوات الأمريكية في فيتنام في عام 1973، وكذلك تعليق خدمة التجنيد العسكري في نفس العام. أدت زيارته للصين في 1972 في النهاية إلى إقامة علاقات دبلوماسية بين البلدين، ثم وقع معاهدة الصواريخ المضادة للصواريخ مع الاتحاد السوفيتي.
داخليًا، دفع نيكسون لتطبيق قانون المواد المخدرة وبدأ "الحرب على المخدرات". كانت فترة نيكسون الأولى في ذروة الحركة البيئية الأمريكية، حيث أقر العديد من التغيرات البيئية التقدمية؛ فأنشأت إدارته وكالة حماية البيئة وأصدرت تشريعات مثل قانون الأنواع المهددة بالانقراض وقوانين الهواء النظيف. كما طبق التعديل السادس والعشرين الذي خفض سن التصويت من 21 إلى 18، وفرض التمييز في المدارس الجنوبية. تحسنت العلاقات مع الأمريكيين الأصليين تحت إدارة نيكسون، حيث شهدت زيادة في الحكم الذاتي لهم وألغت إدارته سياسة الإنهاء. فرض نيكسون ضوابط على الأجور والأسعار لمدة 90 يومًا، وبدأ "الحرب على السرطان"، وترأس هبوط أبولو 11 على القمر، مما أنهى سباق الفضاء. أعيد انتخابه في عام 1972، حيث فاز على جورج ماكغفرن في واحدة من أكبر الانتصارات التاريخية في الولايات المتحدة.
في فترة رئاسته الثانية، أمر نيكسون بتنفيذ عملية جوية لإعادة إمداد إسرائيل بخسائر المواد في حرب أكتوبر، وهو الصراع الذي أدى إلى أزمة النفط المحلية إو ما يعرف بالحظر العربي للبترول. في عام 1973، بدأت التسريبات المتواصلة حول تورط إدارة نيكسون في فضيحة ووترغيت في تقويض دعمه في الكونغرس والبلاد. بدأت الفضيحة باقتحام لمكتب اللجنة الوطنية للحزب الديمقراطي، بتوجيه من مسؤولي الإدارة، وتصاعدت على الرغم من محاولات التغطية التي قام بها المسؤولون في إدارة نيكسون، وكان هو على علم بها. في 9 أغسطس 1974، ومع اقتراب محاكمة العزل وإقالته من منصبه، استقال نيكسون من منصبه خوفًا من أن توجه إليه تهمة التستر على نشاطات غير قانونية لأعضاء حزبه في فضيحة ووترغيت تحت وطأة تهديد الكونغرس بإدانته. بعد ذلك، تم منحه عفوًا مثيرًا للجدل من قبل خلفه جيرالد فورد.
كتب نيكسون خلال ما يقرب من 20 عامًا من التقاعد تسعة كتب وأجرى العديد من الرحلات الخارجية، مما ساعد في إعادة تأهيل صورته ليصبح رجل دولة مسن وخبير رائد في الشؤون الخارجية. في 18 أبريل 1994، أصيب بجلطة دماغية شديدة وتوفي بعد أربعة أيام. كانت تقييمات فترة رئاسته معقدة، حيث تم مقارنة نجاحات رئاسته مع الظروف التي أدت إلى صعوده وتركه للمنصب.

## مولده
ولد في 9 يناير 1913 في يوربا لنده بكاليفورنيا، وينحدر من عائلة متدينة ذات أصول ألمانية كانت تعرف باسم ميل هاوزن.

## أعماله

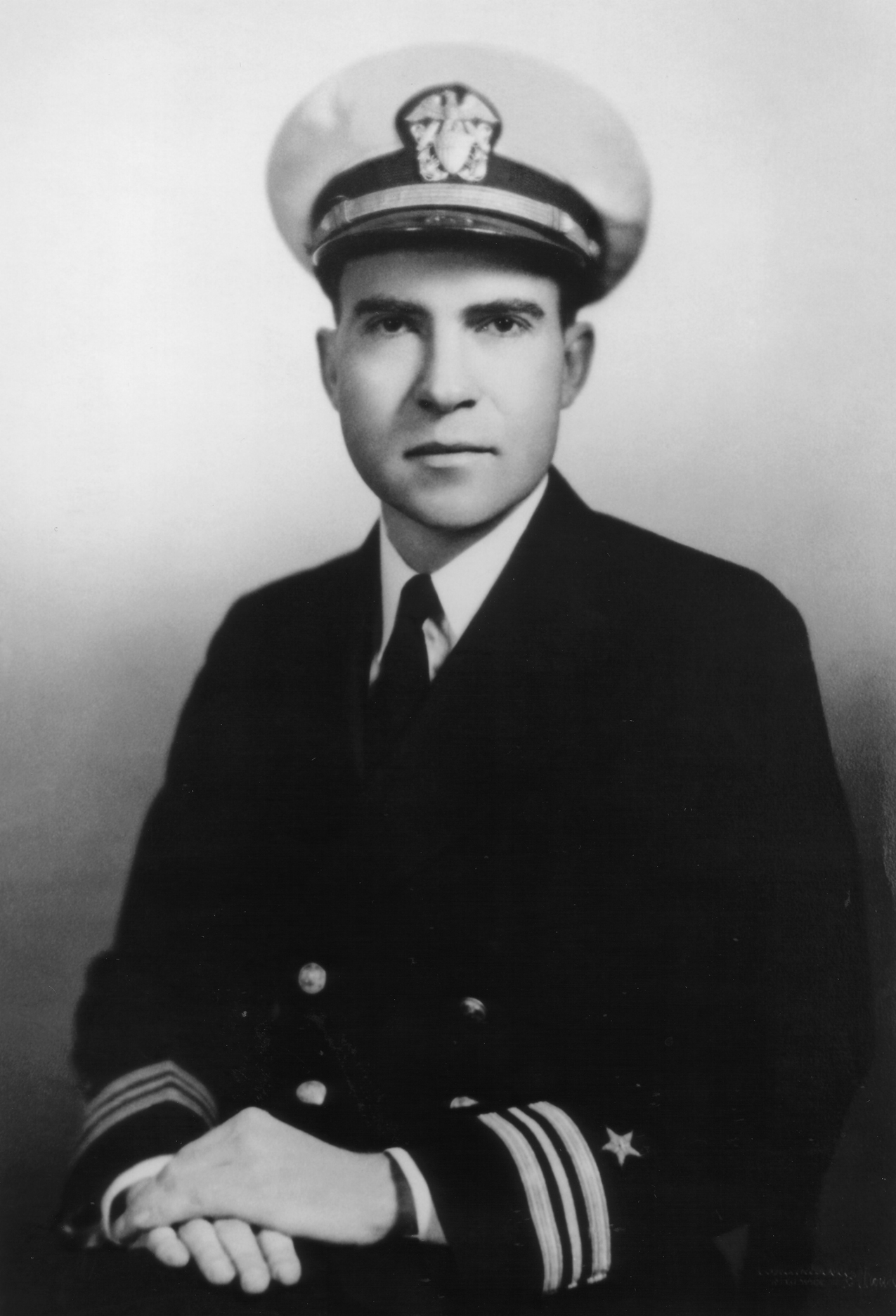
ريتشارد نيكسون أثناء خدمته في البحرية عام 1945

عقب تخرجه في كلية الحقوق، عمل نيكسون بالمحاماة مع شركة وينجرت وبيولي في مدينة ويتير، وبعد عامين أصبح شريكاً في شركة بى دابليو إن. وفي عام 1940، اشترك مع مجموعة من رجال الأعمال لإقامة شركة لتعبئة العصائر، ولكن هذا المشروع فشل بعد عامين فقط من إقامته. فقرر تركه للالتحاق بالعمل في الحكومة، فعمل في إدارة التحكم في الأسعار في واشنطن، بمرتب بدأ بـ 61 دولار في الأسبوع، ثم ارتفع إلى تسعين دولار، ولم تعجبه طريقة أداء الجهاز الحكومي، لذلك استقال، وقرر التطوع في البحرية الأمريكية.
العمل بسلاح البحرية: التحق نيكسون بسلاح البحرية في يونيو عام 1942، وظل به حتى مارس عام 1946. وتلقى تدريباته الرئيسية في ويست بوينت، بولاية رود آيلاند، حيث تعرف إلى وليام روجرز، الذي أصبح وزير خارجيته فيما بعد. وبعد انتهاء التدريب الأساسي في أغسطس عام 1944. توظف في سلاح الجو التابع للبحرية الأمريكية، في ألاميدا بولاية كاليفورنيا، ثم انتقل بعد ذلك إلى القوات البحرية في العاصمة واشنطن، وخلال الحرب العالمية الثانية عمل نيكسون في وحدة نقل جوي تابعة للبحرية في المحيط الهادي حتى نهاية الحرب عام 1945، وظل في البحرية حتى أصبح رائد بحري.
الحزب الجمهوري الأمريكي: - عضو في مجلس النواب من 1947 إلى 1950-: قبل نهاية خدمته العسكرية، اتصلت به مجموعة من شباب الحزب الجمهوري، وأقنعته بمدى احتياج الحزب له، لِما يتميز به من صفات قيادية تجعله منافساً قوياً لأي من مرشحي الحزب الديمقراطي، وبعد ذلك بفترة قصيرة لاحت فرصة للحزب الجمهوري في الدائرة الانتخابية الرقم 12 بولاية كاليفورنيا، وهنا رأى جميع مسؤولي الحزب الجمهوري الفرصة سانحة، لبداية حياة نيكسون السياسية، وخلال حملته الانتخابية، ظهر نيكسون خطيباً سياسياً بارعاً يعرف كيف يجذب الجماهير إليه وكيف يفرض أفكاره وقد كان على عداء مع النظرية الشيوعية، وعلى خلاف أيديولوجي واسع مع النظريات المسيطرة على الحزب الديمقراطي وما له من قاعدة عريضة في النقابات العمالية التي يسيطر عليها أصحاب الميول الاشتراكية، وقد ركز نيكسون في حملته، على أن هذه النقابات العمالية التي تساند منافسه من الحزب الديمقراطي جيري فورهيس كانت موالية للشيوعية.
في الانتخابات، فاز نيكسون بأغلبية ساحقة وأصبح عضواً في الكونغرس الأمريكي وكانت هذه هي بداية حياته السياسية الحافلة، وعلى الرغم من حداثة عهده بالكونغرس ومؤسساته، كان نشاط نيكسون ملفتاً للأنظار ومثيراً للإعجاب، فقد انضم إلى اللجنة المهتمة بشؤون التعليم وتنظيم لوائح العمل، وخلال عمله تمكن من صياغة مشروع قانون يحدد العلاقة بين العمال وأصحاب العمل الذي عرف بقانون تافت ـ هارتلي، ثم اختير نيكسون ليكون عضواً في اللجنة الخاصة بدراسة تقديم الولايات المتحدة قروضاً لدول أوروبا الغربية وذلك لبناء اقتصادها الذي دُمّر خلال الحرب العالمية الثانية، - وهو ما عرف باسم «مشروع مارشال».- ، وكان نيكسون من أشد أعضاء اللجنة تحمساً لهذا المشروع، إعتقد نيكسون أن تنفيذ هذا المشروع سيكون له أثر فعّال في وقف المد الشيوعي في غرب أوروبا، ومما لا شك فيه قد أثار تألق أداء نيكسون وعدائه للشيوعية إعجاب كل من تعاملوا معه في الحزب الجمهوري. وسرعان ما أُسندت إليه رئاسة اللجنة الخاصة لبحث وسائل الحد من انتشار المبادئ الشيوعية في الهيئات الحكومية، وبعد عامين أعيد انتخاب نيكسون لفترة نيابية ثانية بمجلس النواب، إمتدت حتى عام 1950.
عضو مجلس الشيوخ من 1950 إلى 1953: قاد نيكسون حملة انتخابية ناجحة هذه المرة للمنافسة على مقعد مجلس الشيوخ. ضد هيلين جاهاجان مرشحة الحزب الديمقراطي التي اتهمها بأنها تروج للأفكار الشيوعية، وفاز نيكسون بمقعد مجلس الشيوخ بأغلبية ساحقة، وخلال عمله كسيناتور استمر نجم نيكسون في الصعود إذ عمل باللجنة المنوط بها مراقبة جميع العمليات الحكومية ذات الطبيعة الاستراتيجية، ويُذكر أن نيكسون انتقد بشدة موقف حكومة ترومان حيال الحرب الكورية، وهو الأمر الذي حدا بالرئيس ترومان أن يقيل الجنرال دوجلاس ماك آرثر الذي اعتبر مسؤولاً عن قصور الحكومة الأمريكية في التخطيط الجيد للحرب.
إضافة إلى عمله كسيناتور، كان نيكسون نشطاً على مستوى الحزب الجمهوري، فقد كان حريصاً على اللقاء المستمر بقيادات الحزب، وقد قُدِّر عدد الخطب التي كان يلقيها في اجتماعات الحزب حوالي 12 خطبة في الشهر. وكان عداؤه الشديد للشيوعية وكلامه المؤثر وصوته الجهوري مبعثاً لالتفاف أعضاء الحزب حوله على الرغم من صغر سنه.
نائب الرئيس دوايت أيزنهاور من 1953 إلى 1961: اختار المرشح الرئاسي الجمهوري دوايت أيزنهاور نيكسون ليكون نائبه في انتخابات عام 1952. وكان اختيار آيزنهاور، مبنياً على سمعة نيكسون كمعادٍ للشيوعية، إضافة إلى أنه يمثل ولاية كبيرة لها وزنها الانتخابي، وخلال الحملة الانتخابية نشرت مجلة النيويورك بوست قصة تحت عنوان «أموال نيكسون السرية» اتهمته فيها بأنه جمع مبلغ ثمانية عشر ألف دولار أثناء عمله كسيناتور، استغلها في مصاريفه الشخصية خلال الحملة الانتخابية. وتحت ضغط شديد للتخلي عن نيكسون أعطاه أيزنهاور مهلة ليبرئ نفسه، وفي الثالث والعشرين من سبتمبر ألقى نيكسون خطاباً تلفزيونياً مؤثراً مدته ثلاثين دقيقة أكد فيه أنه تلقى هذا المبلغ بالفعل، ولكنه نفى أي إنفاق منه على مصاريفه الشخصية بل أكد أنه صُرف لتمويل أمور سياسية، ثم سرد أملاكه كلها، وفي نهاية خطابه أهاب نيكسون بالمشاهدين أن يرسلوا خطابات تأييد له إذا كانوا مقتنعين بصدق حديثه. وانهالت الخطابات والبرقيات على مقر الحزب الجمهوري مطالبة ببقاء نيكسون في اليوم التالي للخطاب، أبقاه أيزنهاور نائباً له، وظل نيكسون في منصبه بوصفه نائباً لرئيس الجمهورية وقتذاك وهو لم يتجاوز 33 عاما، ويعد نيكسون ثاني أصغر نائب رئيس للولايات المتحدة الأمريكية منذ نشأتها، هذا إلى جانب عمله كنائب رئيس كان نيكسون مشغولاً بأمور الحزب الجمهوري لأن أيزنهاور كان رجلاً عسكرياً ليست له خبرة في الشؤون الحزبية. وقد أرسـله أيزنهاور في مهمات دبلوماسية إلى 56 دولة نجح بها جميعاً، وخـلال رحلـة له في الاتحاد السوفيتـي كان نيكسون يفتتح الجناح الأمريكي في أحد المعارض حينما التقى مع الزعيم السوفيتي نيكيتا خروشوف ودار بينهما حديث في قاعة تعرض فيها الأجهزة المنزلية التي توضع في المطبخ الأمريكي، استمر الحديث حتى بدأ خروشوف في انتقاد أسلـوب المواطن الأمريكي، وهنا توقف نيكسون للدفاع عن نظام الحياة الأمريكي ثم انطلق إلى نقد الحكومة السوفيتية لمنعها أساليب الحياة العصرية عن المواطن السوفيتي، وبدا خروشوف في موقف العاجز عن الرد على نيكسون أو استخدام الحجة والمنطق في حديثه وقد كان لهذا الحديث الذي عرف بمواجهة المطبخ أثر كبير في زيادة شعبية نيكسون لدى الشعب الأمريكي، وخلال فترة رئاسته تعرض أيزنهاور لثلاث أزمات مرضية خطيرة تولى خلالها نيكسون المسؤوليات الرئاسية، فقد أصيب أيزنهاور بأزمة قلبية عام 1955، ثم أجريت له عملية جراحية في الأمعاء الدقيقة عام 1956، كما أصيب بانسداد في شرايين المخ عام 1957، وفي الانتخابات الرئاسية التي أجريت عام 1956 فاز الرئيس أيزنهاور لفترة رئاسية ثانية، واستمر نيكسون في منصبه نائباً للرئيس طوال فترة رئاسته الثانية.
مرشح الحزب الجمهوري الأمريكي لسنة 1960: فاز نيكسون بتزكية الحزب الجمهوري له بأغلبية مطلقة، ليمثل الحزب في انتخابات الرئاسة، إلاّ أن التنافس على الفوز في الانتخابات كان شديداً بينه وبين المرشح الديمقراطي السيناتور جون كينيدي ممثل ولاية ماساشوسيتس في مجلس الشيوخ، وعلى الرغم من خبرة نيكسون السياسية مقارنة بمنافسه، إلا أنه هُزم في الانتخابات بفارق 219 ألف صوت وهو فارق ضئيل جداً إلا أنه قد خسر الانتخابات لصالح كينيدي، عاد نيكسون إلى مسقط رأسه في ولاية كاليفورنيا، حيث عمل في مكتب للمحاماة. وبلغ دخله في عام واحد من المحاماة مجموع دخله في الأربعة عشر عام التي قضاها في العمل السياسي، إلا أن طموحات نيكسون السياسية كانت أكبر من الحصول فقط على دخل أعلى. «شارك في أول مناظرة رئاسية تلفزيونية عام 1961 ضد جون كيندي»
الرئيس الأميركي الـ 37 من 1969 إلى 1974:-
تقدم نيكسون كمرشح الحزب الجمهوري في انتخابات عمدة ولاية كاليفورنيا (عام 1962) وذلك بعد ضغط الحزب الجمهوري بكاليفورنيا عليه، ليقبل ترشيح الحزب له في انتخابات محافظ ولاية كاليفورنيا. وكان من المتوقع أن يفوز نيكسون بسهولة فهو الذي خسر انتخابات الرئاسة بفارق ضئيل للغاية في الأصوات، إلاّ أن المفاجأة جاءت بهزيمته في الانتخابات أمام منافسه الديمقراطي إدموند براون الذي فاز بفارق 300 ألف صوتاً. وفي صبيحة اليوم التالي للانتخابات عقد نيكسون الغاضب مؤتمراً صحفياً هاجم فيه رجال الإعلام بشدة متهماً إياهم بتشويه صورته أمام الناخبين، واعتبر هذا الأمر الذي أدى إلى هزيمته في الانتخابات، كما أعلن أن هذا هو آخر مؤتمر صحفي له، واعتبر الإعلام هذه العبارة على أنها إعلان لاعتزال نيكسون العمل السياسي.
محامياً للمرة الثالثة (1963 ـ 1968: انتقل نيكسون، بعد هزيمته، إلى ولاية نيويورك، وأصبح شريكاً في مكتب محاماة ذائع الصيت، وعمل نيكسون محامياً لمدة خمسة أعوام كسب فيها أموالاً كثيرة وشهرة عريضة في ساحات القضاء.
مرشحاً للرئاسة للمرة الثانية (1968: وفي عام 1968 وأثناء انعقاد مؤتمر الحزب الجمهوري، على شاطئ ميامي بولاية فلوريدا، كان نيكسون أكثر الجمهوريين شعبية، ورشح محافظ ميريلاند اسبيرو أجنيو نيكسون، الذي فاز بتزكية الحزب له من أول اقتراع.وفي الخامس من نوفمبر عام 1968، أُعلن فوز نيكسون (الجمهوري)، الذي حصل على 31,785,480 صوتاً (43.4%) بينما حصل همفري (الديمقراطي) على 31.275.166 صوتاً (42.7%)، وحصل والاس (المستقل) على 9.906.473 صوتاً (13.5%).مرشحاً للرئاسة للمرة الثالثة (1972)
وفي أغسطـس عام 1972، جرت تزكيـة نيكسون من قبل حزبـه، لخـوض انتخابـات الرئاسة الأمريكية. وكان منافسة الديمقراطي، هذه المرة، هو السيناتور جـورج ماكجفرن وفاز نيكسون مرة ثانية بحصوله على 61% من الأصوات، بينما حصل ماكجفرن على 38% منها فقط.واختار نيكسون سبيرو أجنيو محافظ ميريلاند نائباً له الذي ظل في منصبه من عام 1969 حتى عام 1973. وكان سبيرو يدافع بشدة عن الحكومة وينتقد وسائل الإعلام والديمقراطيين المعارضين، وفي عام 1973 وجِّهت له تهمة قبول رشاوى أثناء عمله كمحافظ، وأيضاً بعد أن أصبح نائباً للرئيس. وبعد أسابيع من الإجراءات القانونية اتفق أجنيو مع المدعين أنه لكي يتجنب المحاكمة سوف يستقيل من منصبه، وقد نشر المدعي وثيقة من أربعين صفحة يشرح فيها بالتفصيل أفعال أجنيو غير اللائقة على مدار عشر سنين، ونتيجة لتلك الوثيقة حُكم على أجينو بدفع عشرة آلاف دولار غرامة ووضعه لمدة ثلاث سنوات تحت المراقبة، ومع ذلك ظل أجنيو يدعي البراءة وأنه لم يترك وظيفته ليتجنب المحاكمة ولكن لأنه لم يكن على وفاق مع رئيس العاملين بالبيت الأبيض ألكسندر هيج، وقد ضمت حكومة نيكسون وزيرين من أفضل وزراء الخارجية الذين أنجبتهم الولايات المتحدة الأمريكية وهما: هم وليم روجرز المولود في 1913 والذي ظل في منصبة من عام 1969 حتى 1973، وهنري كيسنجر المولود في 1923، الذي عمل منذ عام 1973 حتى عام 1977. وقد نال كيسنجر جائزة نوبل للسلام عام 1973 مناصفة مع ممثل شمال فيتنام لو دوك ثو تقديراً لجهودهما في إنهاء الحرب الفيتنامية، وفي عام 1974 بذل كيسنجر جهوداً كبيرة في الشرق الأوسط، نتج عنها عودة العلاقات الدبلوماسية بين الولايات المتحدة وسوريا.
أهم الأحداث، التي وقعت أثناء فترة رئاسة نيكسون: كان إرث نيكسون عند توليه الرئاسة صعباً للغاية، فقد ورث بلاداً في حالة حرب ولها أكثر من نصف مليون جندي على بعد آلاف الكيلومترات عن بلادهم، يعصف بها عددُ من المشاكل الداخلية، وتجتاحها موجات من أعمال العنف والشغب،
- قامت القوات الأمريكية في عهده بمهاجمة كلا من لاوس وكمبوديا بحجة مهاجمة قواعد الفيتناميين الشماليين.
- الانسحاب من فيتنام (أول هزيمة عسكرية للقوات الأمريكية) - تعتبر هذه الهزيمة نقطة سوداء في تاريخ الولايات المتحدة الأمريكية
- أول رئيس أمريكي يزور الصين.
- أول رئيس أمريكي يستقيل.
- أول رئيس أمريكي يمنح إسرائيل مساعدة مالية ضخمة قدرها 2,2 بليون دولار (خلال فترة حرب أكتوبر 1973)[بحاجة لمصدر]

وقد كتب الكثير عنه وقيل إنه أسوأ الرؤساء الذين حكموا أميركا إلى درجة أنه وصف بالسياسي المكروه شعبيا.

## فيتنام
استمرت فيتنام الشمالية، ذات الحكومية الشيوعية في عملياتها العسكرية ضد فيتنام الجنوبية، التي تدعمها الولايات المتحدة وتحارب من أجلها، هذا فضلاً عن الوجود الأمريكي في كل من لاوس وكمبوديا، إلا أن نيكسون أعلن عن عزمه الحد من الوجود الأمريكي في قارة آسيا بشكل عام، وبالفعل سحب نيكسون القوات الأمريكية من فيتنام تدريجيا، حيث أن كان تعداد القوات الأمريكية في الأراضي الفيتنامية 543 ألف جندي في عام 1969، انخفض هذا العدد إلى 345 ألف جندي في أواخر عام 1972، إلاّ أنه بدلاً من الوجود العسكري المكثف عمد الجيش الأمريكي إلى تدريب وتسليح القوات المسلحة لفيتنام الجنوبية، وفي أبريل عام 1970 وافق نيكسون على مهاجمة المعاقل الشيوعية في شرق كمبوديا في عملية عسكرية استغرقت شهرين، واحتجاجا على هذه العملية شهدت البلاد إضرابات للطلاب ضد قصف كمبوديا وتمت العملية العسكرية بنجاح وسُحقت أوكار الشيوعيين في المنطقة وصودرت أسلحتهم وقطعت خطوط امداداتهم.
على الرغم من نجاح العملية العسكرية، فقد هوجم نيكسون في الكونغرس هجوماً عنيفاً، واُتهم بتصعيد الحرب بدلاً من العمل على إخمادها، وأصدر الكونغرس قراراً يقضي بعدم السماح لنيكسون باستخدام القوة في لاوس وكمبوديا، إلا أن ذلك لم يوقف خطة نيكسون باستمرار القصف الجوي على المواقع الشيوعية في كمبوديا، وفي فبراير عام 1971 غزت قوات فيتنام الجنوبية لاوس لقطع طرق الإمدادات عن فيتنام الشمالية، وبالطبع لم تكن فيتنام الجنوبية لتفعل ذلك، لولا المظلة الجوية المحكمة التي وفرتها القوات الأمريكية إضافة إلى القصف المدفعي والإمداد بالمؤن والذخيرة، وفي ربيع عام 1972 أرادت فيتنام الشمالية إحراج نيكسون العائد لتوّه من زيارة تاريخية للصين تعهد فيها بالعمل على إنهاء الحرب الفيتنامية فقصفت قواتها قصفاً مكثفاً العاصمة سايجون مع التهديد بغزوها، وفي هدوء الواثق من نفسه وضع نيكسون الألغام في ميناء هايفونج وهو المنفذ الوحيد الذي تصل عن طريقه الإمدادات والأسلحة من الصين إلى فيتنام الشمالية كما أمر بالقصف الجوي المستمر لعاصمة فيتنام الشمالية، هانوي، ولدهشة قادة فيتنام الشمالية لم يؤثر هذا التصعيد على العلاقات الوليدة بين الصين والولايات المتحدة، كما أن نيكسون اسُتقبِل بحفاوة في الاتحاد السوفيتي، عندما زارها عقب القصف الجوي الأمريكي لهانوي. وكان لهذه العوامل مجتمعة أثراً كبيرا على قبول فيتنام الشمالية البدء في مفاوضات لإنهاء الحرب وتحقيق مصالحة وطنية، واختار نيكسون لمفاوضات السلام أستاذاً جامعيا كان أيضاً يعمل مساعداً في البيت الأبيض لشؤون الأمن القومي وهو هنري كيسنجر الذي ذاع صيته كدبلوماسي بارع ثم وزيراً للخارجية فيما بعد، وعلى الرغم من صعوبة المفاوضات اكتشف كيسنجر وجود رغبة حقيقية في السلام لدى قادة فيتنام الشمالية. وبعد مفاوضات شاقة ومضنية مملوءة بالمراوغات الدبلوماسية والاختلاف على معنى النصوص وتباين الترجمات توصل الجميع إلى اتفاق لإحلال السلام في 28 يناير عام 1973 في باريس، وبموجب هذا الاتفاق سُحبت جميع القوات الأمريكية من فيتنام الجنوبية وشُكلت لجنة مصالحة وطنية بين الفصائل المتحاربة ، وكان من أهم البنود في الاتفاق: الإفراج عن 600 أسير حرب أمريكي قضوا سنوات طوال في الأسر وكان لرجوعهم فرحة كبيرة لدى جماهير الشعب الأمريكي ، وعبّر نيكسون عن فرحته بالاتفاق قائلاً:«إنه سلام مشرف»، وجدير بالذكر أن حرب فيتنام، كلفت الولايات المتحدة 110 مليار دولار، وخلفت وراءها 58 ألف قتيل و 304 ألف مصاب.

## نيكسون والصين
في أكتوبر عام 1971 تخلى نيكسون عن عدائه الشديد للشيوعية ، إذ ساند انضمام الصين إلى الأمم المتحدة كما حاول إقناع العالم بالسماح لتايوان بالإبقاء على مقعدها أيضا ، وفي فبراير عام 1972 قام بـ«رحلة سلام» للصين حيث اُستقبل بحفاوة زار خلالها سور بادالينغ وسور الصين العظيم، وبعد المحادثات اتفقت الحكومتان على التوسع في الاتفاقيات العلمية والثقافية والتجارية ، وكان نيكسون أول رئيس أمريكي يزور الصين وأول رئيس أمريكي يزور دولة ليس بينها وبين الولايات المتحدة علاقات دبلوماسية.

## نيكسون والاتحاد السوفييتي
فُتحت قنوات والاتصال بين القيادتين الأمريكية والسوفيتية عقب تولي نيكسون الرئاسة مباشرة عام 1969، بدأت محادثات الحد من الأسلحة الاستراتيجية التي استكملت عام 1972 في هلسنكي بفنلندا، وعندما كان الرئيس نيكسون يزور الاتحاد السوفيتي عام 1972 حمل المتفاوضون اتفاقهم من هلسنكي إلى موسكو حتى يستطيع قادة الدولتين التوقيع عليه هناك ، وخلال إحدى زياراته للاتحاد السوفيتي، تحدث نيكسون إلى الشعب السوفيتي عبر شاشات التلفزيون وأعرب لهم عن رغبة الولايات المتحدة في السلام والقضاء على احتمالات قيام حرب نووية تقضي على كل من في الأرض ، وفي عام 1973 زار الزعيم السوفيتي ليونيد برجينف الولايات المتحدة الأمريكية ، حيث وقّع مع الرئيس نيكسون اتفاقية عدم اعتداء نووي وعلى عدة اتفاقيات أخرى للتبادل العلمي والثقافي واستيراد الحبوب بأسعار مخفضة، وهكذا بدأت صفحة جديدة في العلاقات بين القوتين العظميين آنذاك.

## أزمة الشرق الأوسط
وفي الصراع العربي - الإسرائيلي تمكن وليم روجرز ـ وزير الخارجية في حكومة نيكسون ـ عام 1970 من إقناع الأطراف المتحاربة بتوقيع اتفاقية وقف إطلاق النار، إلا أن الاتفاقية نُقضت، وفي عام 1973 اندلعت حرب أكتوبر من الطرف المصري التي كانت مفاجأة للجميع، وبعد نهاية حرب أكتوبر أرسل نيكسون هنري كيسنجر الذي كان وزيراً للخارجية إلى المنطقة، فقام بجهود كبيرة أدت إلى فض الاشتباك بين القوات المتحاربة ، وبدأ العداء للولايات المتحدة يقل في المنطقة، واستقبل نيكسون بحفاوة بالغة عند زيارته لأربعة دول عربية، في منتصف عام 1974 إلى سوريا ومصر.

## الحد من الغلاء ومحاربة التضخم: (1971 ـ 1973)
جمدت إدارة نيكسون عام 1971 المرتبات والأسعار ثم استبدل هذا التجميد فيما بعد بنظام آخر لوضع قيود على علاقة المرتبات بالأسعار حيث أصدر نيكسون قرار بأن الولايات المتحدة الأمريكية لن تغطي الدولارات الموجودة خارج حدودها برصيد من الذهب كما كان متبعاً من قبل ، فانخفض سعر الدولار وبذلك أصبحت أسعار المنتجات الأمريكية رخيصة فشجع ذلك على زيادة التصدير وانخفضت نسبة البطالة، وعلى الرغم من هذه الجهود فشلت الحكومة في وضع حد للتضخم المتزايد باستمرار نظراً لارتفاع أسعار المواد الغذائية من ناحية وارتفاع أسعار النفط بعد حظر تصديره من الدول العربية من ناحية أخرى.

## غزو الفضاء
في 20 يوليو عام 1969 هبط رائد الفضاء الأمريكي نيل أرمسترونج قائد مركبة الفضاء أبوللو 11 على القمر، وبذلك أصبح أول إنسان يطأ القمر بقدميه. وكرّم نيكسون أرمسترونج ومساعديه. واستمرت رحلات الفضـاء في عصر نيكسون، وفي آخـر هبوط للسفينة أبوللو 17 على القمر، قضى رائدا الفضاء يوجين كيرنان وهاريسون شميت خمسة وسبعين ساعة على القمر مسجلين بذلك رقماً جديداً في البقاء على سطح القمر ، وجمعوا خلال رحلتهم 250 رطلاً من الصخور القمرية.

## فضيحة ووترغيت
في السابع عشر من يونيو عام 1972 أُلقيَ القبض على خمسة أعضاء في لجنة إعادة انتخاب الرئيس بتهمة اقتحام المقر الرئيسي للحزب الديمقراطي الوطني في مبنى ووترغيت، في واشنطن. وهؤلاء الخمسة هم بيرنارد بيكر وجيمس ماكورد ويوجينيو مارتينيز وفرانك ستورجيس وفيرجيليو جوانزالس وبعد عامين من التحقيق أُعلن عن الجرائم، التي ارتكبت باسم نيكسون، منها:
- التجسس على أنشطة الحزب المنافس؛ إذ وضع المسؤولون عن حملة انتخاب نيكسون أدوات تجسس داخل المقر الرئيسي للحزب الديمقراطي في مبنى ووترغيت، عرفوا عن طريقها عديداً من المعلومات الحساسة التي يُعتقد أنها ساعدت على إعادة انتخاب نيكسون.
- أن فرقة من المنتمين للحزب الجمهوري قاموا بألاعيب كثيرة، لإثارة الوقيعة، ونشر الخلاف بين أعضاء الحزب الديموقراطي المنافس.
- اقتحمت وحدة تابعة للبيت الأبيض مكتب الطبيب النفسي دانييل إلسبرغ وهو مسؤول سابق في الحكومة نشر وثائق غاية في السرية عن أسباب الحرب الفيتنامية.

وفي يوليو عام 1974 وجهت لجنة العدالة القضائية برئاسة الديمقراطي بيتر رودينو ثلاث تهم للرئيس نيكسون وهي: إعاقة العدالة وإساءة استخدام سلطاته الرئاسية وعدم الامتثال للاستدعاءات القضائية.
دافع محامي البيت الأبيض جون دين عن الرئيس مبرراً أعماله بأنه قد يكون لا علم له بها ، إلا أنه نصح بالتعتيم والتغطية عليها عند علمه بها ، إلا أن وجود نظام التسجيل الصوتي في البيت الأبيض الذي وضعه الرئيس نيكسون بنفسه كان سبباً رئيسياً في كشف أركان الجريمة ، فقد أصدرت المحكمة العليا أمراً بتسليم الشرائط وتقديمها لهيئة التحقيق لمعرفة ما إذا كان نيكسون على علم بهذه الجرائم وعندما سلمت الشرائط للمحكمة وجد أحد الأشرطة وكان به فراغ يستغرق حوالي 18 دقيقة ونصف، والذي قرر الخبراء أنه قد مُسح عمداً.
ونتيجة لهذا الدليل، وشهادة الشهود، بات مؤكداً أن اتهاماً رسمياً سوف يوجه إلى الرئيس نيكسون من قبل مجلس النواب إذا ثبت الاتهام فإن لمجلس الشيوخ إذا وافق بأغلبية 60% من أعضائه أن يثُبت هذا الاتهام ويعزل الرئيس من منصبه ، وقبل أن تتطور القضية إلى هذا الحد استقال نيكسون من منصبه في الثامن من أغسطس عام 1974، وفي خطاب الوداع قال: إنه قرر الاستقالة «لأن استمراره في الصراع لإثبات براءته سوف يستغرق وقت وانتباه الكونغرس وانتباهه هو شخصياً في الوقت الذي يجب أن يكون التركيز فيه على تحقيق السلام بالخارج والرخاء من دون تضخم في الداخل». 
تولى جيرالد فورد نائب نيكسون مسؤوليات الرئاسة، وفي 8 سبتمبر 1974 أصدر الرئيس فورد عفواً رئاسياً عن نيكسون شمل جميع الجرائم التي يعاقب عليها القانون الفيدرالي والتي قد يدان بها نيكسون لدى محاكمته.
وبعد الاستقالة عاد نيكسون إلى كاليفورنيا، ثم نيويورك حيث استقر بها حتى وفاته في 22 أبريل عام 1994 إثر إصابته بجلطة في المخ ، وقد كتب نيكسون عديداً من الكتب مثل: الحرب الحقيقية -قادة السلام الحقيقي- لا فيتنام بعد الآن - نصر بلا حرب وما بعد السلام.

## فقرات من خطب نيكسون

### خطاب تنصيبه الأول في يناير عام 1969
«... في هذه السنوات الصعبة عانت أمريكا من همس الكلمات، من العبارات التي تقدم وعوداً أكبر من طاقتها، ولا يمكن أن نتعلم من بعضنا حتى نكف عن الصياح، حتى نستطيع أن نتكلم بهدوء ونسمع كلماتنا...».

### خطاب تنصيبه الثاني في يناير عام 1973
«… في كل مكان نقابل من يهاجم أمريكا ويجد كل شيء خطأ، ولكني واثق من أن حكم التاريخ سيتغير بمرور الأيام على هذه الأوقات …».
«… سِجل أمريكا في هذا القرن لا يمكن مقارنته بأي سجل آخر في تاريخ العالم، بسبب المسؤولية، التي نتحملها، وكرمنا، وقدرتنا على الابتكار …».
«… يجب أن نفخر بأن نظامنا قد نتج عنه حرية أكثر من أي وقت في تاريخ الإنسانية …».«… يجب أن نفخر بأن الأربعة حروب، التي خضناها بما فيها تلك التي ننهيها الآن، خضناها ليس من أجلنا، ولكن لكي نساعد الآخرين على مقاومة الاعتداء …».

## زياراته للعالم العربي
أثناء اتفاق فصل القوات بعيد حرب أكتوبر عام 1973 قام نيكسون بزيارة إلى دمشق بتاريخ 15 أيار مايو 1974 والتقى خلالها الرئيس السوري حافظ الأسد وأقيمت على شرفه مأدبة عشاء في مطعم نادي الشرق بدمشق.كما أنه زار مصر في نفس الفترة وقابل الرئيس أنور السادات.

## بعض مؤلفاته
- كتاب أمريكا والفرصة التاريخية

## الأزمات
- تابع حرب فيتنام وانتهت في عهده بنصر الفيتناميين وكان قد أوشك أن يفجر قنبلة ذرية على فيتنام الشمالية خلال حربها مع الولايات المتحدة.
- فضيحة ووترغيت حيث كان نيكسون يخوض معركة التجديد للرئاسة عام 1972 ولأنه فاز فوزاً ضئيلا ضد خصمة الديموقراطي همفري خلال انتخابات 1968، قرر نيكسون القيام بعمليات تجسسية على مكاتب الحزب الديموقراطي المنافس في مبنى ووترغيت ومنه أخذت الفضيحة اسمها.
- قطع منظمة الأوبيك بقيادة السعودية النفط عن الولايات المتحدة عام 1973.

## وفاته
عاش نيكسون في كاليفورنيا الـ 20 سنة الأخيرة من عمره بعد استقالته، وتوفي يوم 22 أبريل 1994 إثر نوبة قلبية شديدة وهو في الحادية والثمانين وأعلن يوم حداد وطني في أمريكا وأغلق الكونغرس والمحكمة العليا وبورصة نيويورك وتوقف توزيع البريد ونكست الأعلام إلى منتصف السارية في داخل أمريكا مخلفاً وراءه سيرة لأول رئيس أمريكي يستقيل بطريقة مخزية.

## روابط خارجية
- ريتشارد نيكسون على موقع أوليمبيديا (الإنجليزية)
- ريتشارد نيكسون على موقع IMDb (الإنجليزية)
- ريتشارد نيكسون على موقع الموسوعة البريطانية (الإنجليزية)
- ريتشارد نيكسون على موقع روتن توميتوز (الإنجليزية)
- ريتشارد نيكسون على موقع مونزينجر (الألمانية)
- ريتشارد نيكسون على موقع ميوزك برينز (الإنجليزية)
- ريتشارد نيكسون على موقع إن إن دي بي (الإنجليزية)
- ريتشارد نيكسون على موقع ديسكوغز (الإنجليزية)
- ريتشارد نيكسون على موقع قاعدة بيانات الفيلم (الإنجليزية)